# Сарми
Сармите (често погрешно изписвани сърми, от тур. Sarma dolma) е ястие от завита в листа оризова плънка, което е част от националната кухня на много европейски и азиатски народи. Има много различни варианти в зависимост от вида на листата и от начина на приготвяне на плънката. Някои народи разглеждат собствения си национален вариант и чуждите като различни ястия.

## Съставки и приготвяне
Основната и неизменна част от плънката е оризът. Допълнително към него в различните национални разновидности могат да бъдат добавени зеленчуци (кромид или праз лук, моркови, целина, домати или доматено пюре), месо (агнешко, свинско, телешко или риба), подправки за вкус или аромат (сладък или лютив червен пипер, черен пипер, кимион, копър), в някои от вариантите дори плодове (ябълки, сливи). Месната плънка най-често използва мазнината на месото, а към постната се добавя растителна мазнина – слънчогледово олио, зехтин.
Плънката се запържва леко и се слага на листата. Количеството не покрива цялото листо, за да може то да бъде навито на руло. В основните рецепти листата са лозови, от прясно зеле (бланширани) или от кисело зеле. В по-нетрадиционни рецепти могат да бъдат от произволно растение с достатъчно големи, меки и приятни на вкус листа.
Навитите сарми се нареждат в тенджера и се варят до омекване на ориза. Поднасят се както са или се заливат със сос, който също е различен в различните национални кухни.

## Национални варианти

### Българска кухня
В България през лятото се правят предимно сарми с лозови листа – лозови сарми. Листата могат да се мариноват за употреба през зимата. Плънката се приготвя от задушен в олио кромид лук, впоследствие запържен с ориза и всичко подправено със сол и черен пипер. Почти винаги се добавя морков, а може още гъби, сирене и др. Могат да бъдат постни или с месо. Често готовите сарми се заливат с кисело мляко – чисто или подправено със счукан чесън и копър. Ядат се като предястие или основно ястие.
През есента и зимата сармите по-често се правят с листа от прясно или кисело зеле – зелеви сарми. Плънката почти винаги е с месо – свинска или смесена (свинска и телешка) кайма, или кълцано месо. Сармите се варят в смес от зелева чорба и вода. Възможно е впоследствие да се пекат с т.нар. „бял сос“ – гъста смес от течността от варенето, кисело мляко, яйце и брашно. Поради големия размер (80 – 100 грама на сарма) се поднасят само като основно ястие.
Съществува и вариант със същите съставки на зелеви сарми, но без да са завити – т.нар. разтурени сарми. Готви се с нарязани на парченца зелеви листа, когато са силно разкъсани и не стават за завиване на обикновени сарми или когато зелето е рязано преди консервирането за по-бърза ферментация.
Постните лозови или зелеви сарми са едно от традиционните ястия за Бъдни вечер. Зелевите сарми са една от задължителните съставки на капамата.

### Румънска кухня
Румънската кухня има много общи черти с българската – сармите носят сходно име, „сармале“ (Sarmale), и се приготвят като българските зелеви сарми. Листата са от кисело зеле, а плънката е от ориз, лук, свинска кайма или накълцан свински врат, чушки, доматен сок, копър, бахар, мащерка и дафинов лист. Основната разлика е, че се заливат със сметанов сос или с мамалига.